# Vương Nghênh
Vương Nghênh là đạo diễn và nhiếp ảnh gia phim ảnh người Trung Quốc.
Năm 1998, ông trở thành nhiếp ảnh gia cho phim truyền hình Mãi không nhắm mắt. Năm 2001, làm nhiếp ảnh gia cho bộ phim tình cảm Như sương như mưa lại như gió. Năm 2007, ông đạo diễn bộ phim truyền cảm hứng Phấn đấu. Năm 2009, là đạo diễn của bộ phim thanh niên truyền cảm hứng Thanh xuân của tôi ai mắm giữ . Năm 2012, ông giành giải Asia Rainbow TV Awards cho đạo diễn xuất sắc với bộ phim tình cảm đô thị Thanh niên Bắc Kinh . Trong năm 2014, bộ phim hiện đại về chủ đề y tế Bác sĩ thanh niên được trao giải Phim truyền hình xuất sắc nhất tại lễ trao giải Công nghiệp sản xuất truyền hình lần thứ 11 . Năm 2015, ông đạo diễn bộ phim tình cảm đô thị Dám yêu . Ngày 24 tháng 5 năm 2016, bộ phim tình cảm Người phiên dịch do ông đạo diễn được phát sóng vào giờ vàng trên kênh truyền hình vệ tinh Hồ Nam . Năm 2017, đạo diễn bộ phim đô thị đương đại Nhân lúc chúng ta còn trẻ .

## Sự nghiệp
Năm 1998, ông là nhiếp ảnh gia cho phim truyền hình cảm xúc Mãi không nhắm mắt, được đạo diễn bởi Triệu Bảo Cương và Lưu Lập Kinh. Năm 2001, làm nhiếp ảnh gia cho bộ phim tình cảm Như sương như mưa lại như gió, với sự tham gia diễn xuất của các diễn viên Trần Khôn, La Hải Quỳnh, Châu Tấn.
Ngày 16 tháng 5 năm 2007, Vương Nghênh và Triệu Bảo Cương cùng đạo diễn bộ phim truyền cảm hứng Phấn đấu được phát sóng trên kênh truyền hình Thượng Hải. Cùng năm đó, cùng với Triệu Bảo Cương, đạo diễn bộ phim về gián điệp chiến tranh Màn đêm ở Cáp Nhĩ Tân, nói về khoảng thời gian chiến tranh chống Nhật. Câu chuyện về các nhân viên ngầm ở Cáp Nhĩ Tân và trí thông minh chiến đấu với quân Nhật .
Năm 2009, ông hợp tác với Triệu Bảo Cương đạo diễn bộ phim thanh niên truyền cảm hứng Thanh xuân của tôi ai nắm giữ với sự tham gia diễn xuất của Trương Tử Kỳ và Lục Nghị . Năm 2010, ông hợp tác với Triệu Bảo Cương đạo diễn bộ phim truyền hình tình cảm gia đình Cuộc chiến bảo vệ hôn nhân, đồng đóng vai chính bởi Đồng Đại Vi và Mã Y Lợi .
Năm 2011, ông đạo diễn bộ phim đạo đức gia đình Nhà Vuông N lần với sự tham gia của Tống Đan Đan và Chu Vũ Thần. Bộ phim kể về câu chuyện của Tiết Mậu Tường và Văn Nam đã ly thân hai lần với con cái của họ . Năm 2012, Vương Nghênh và Triệu Bảo Cương cùng đạo diễn bộ phim tình cảm đô thị Thanh niên Bắc Kinh , và ông được đề cử giải Ngọc Lan Liên hoan phim truyền hình Thượng Hải cho đạo diễn xuất sắc nhất , giành giải Asia Rainbow TV Awards cho đạo diễn xuất sắc nhất .
Năm 2014, với Triệu Bảo Cương đồng đạo diễn bộ phim điện đại về y tế Bác sĩ thanh niên đồng diễn xuất bởi Nhâm Trọng, Trương Lệ, Trương Đạc , nhận được giải Phim truyền hình xuất sắc nhất tại lễ trao giải Công nghiệp sản xuất truyền hình lần thứ 11 . Ngày 12 tháng 3 năm 2015, bộ phim tình cảm đô thị Dám yêu với sự tham gia của Nhâm Trọng và Trương Manh lần đầu được phát sóng trên CCTV8. Bộ phim kể về câu chuyện của người đàn ông và phụ nữ trẻ thành thị doanh nhân vui tính và câu chuyện tình yêu của họ .
Vào ngày 24 tháng 5 năm 2016, đạo diễn bộ phim tình cảm Người phiên dịch chuyển thể từ tiểu thuyết cùng tên được phát sóng vào giờ vàng trên kênh truyền hình vệ tinh Hồ Nam, với sự tham gia diễn xuất của Dương Mịch và Hoàng Hiên . Năm 2017, ông đạo diễn bộ phim đô thị đương đại Nhân lúc chúng ta còn trẻ với sự tham gia của Trương Vân Long và Kiều Hân .

## Phim

### Đạo diễn
| Năm  | Tên                           | Tên gốc        | Loại hình        |
| ---- | ----------------------------- | -------------- | ---------------- |
| 2007 | Phấn đấu                      | 奋斗           | Phim truyền hình |
| 2007 | Màn đêm ở Cáp Nhĩ Tân         | 夜幕下的哈尔滨 | Phim truyền hình |
| 2009 | Thanh xuân của tôi ai nắm giữ | 我的青春谁做主 | Phim truyền hình |
| 2010 | Cuộc chiến bảo vệ hôn nhân    | 婚姻保卫战     | Phim truyền hình |
| 2011 | Nhà vuông N lần               | 家，N次方      | Phim truyền hình |
| 2012 | Thanh niên Bắc Kinh           | 北京青年       | Phim truyền hình |
| 2014 | Bác sĩ thanh niên             | 青年医生       | Phim truyền hình |
| 2015 | Dám yêu                       | 敢爱           | Phim truyền hình |
| 2016 | Người phiên dịch              | 翻译官         | Phim truyền hình |
| 2017 | Nhân lúc chúng ta còn trẻ     | 趁我们还年轻   | Phim truyền hình |

### Nhiếp ảnh
| Năm  | Tên                           | Tên gốc        | Loại hình        |
| ---- | ----------------------------- | -------------- | ---------------- |
| 1998 | Mãi không nhắm mắt            | 永不瞑目       | Phim truyền hình |
| 2000 | Như sương như mưa lại như gió | 像雾像雨又像风 | Phim truyền hình |

## Giải thưởng
Tháng 5 năm 2013 Bạch Ngọc Lan - Đạo diễn xuất sắc nhất - Thanh niên Bắc Kinh (Đề cử)
Tháng 11 năm 2013 Liên hoan truyền hình Tứ Xuyên - Đạo diễn xuất sắc nhất - Thanh niên Bắc Kinh (Đề cử)
Tháng 6 năm 2014  Asian Rainbow TV Awards - Đạo diễn xuất sắc nhất - Thanh niên Bắc Kinh 